# Rodrigo Javier Noya
Rodrigo Javier Noya (n. Buenos Aires, Argentina, 31 de enero de 1990) es un exfutbolista argentino naturalizado mexicano. Jugaba de defensa central.

## Trayectoria
Se inició en las inferiores del Club Atlético San Lorenzo de Almagro, para luego emigrar al fútbol mexicano. A pesar de haber nacido en la Argentina, toda su carrera profesional la ha desarrollado en México. En 2008 debutó profesionalmente con el Club Tecamachalco de la Segunda División de México, donde permaneció jugando hasta 2011.
Ese mismo año fue fichado por el Club de Fútbol Mérida de la Liga de Ascenso de México. En dicho club fue considerado una de las jóvenes promesas a futuro, puesto que desde su debut se fue afianzando en la titularidad de los Venados, logrando acumular un total de ciento dieciséis partidos jugados y tres goles (entre Liga y Copa). Fue capitán del equipo desde el Clausura 2012 hasta el Apertura 2014.
El 18 de diciembre de 2014 se confirma su fichaje por el Tiburones Rojos de Veracruz. Debutó con los Escualos el día 20 de enero de 2015 en el triunfo de visita 1-2 ante Altamira Fútbol Club por la Copa MX. Asimismo, su debut en Liga MX se produjo el 31 de enero de 2015 en el empate 1-1 contra el Monterrey en el Estadio Tecnológico, por la Jornada 4 del Clausura 2015.
El 17 de junio de 2019, se completó su traspaso al Club Necaxa.

## Clubes
| Club                | País       | Año             |
| ------------------- | ---------- | --------------- |
| Tecamachalco        | México     | 2008 - 2011     |
| Venados             | México     | 2011 - 2014     |
| Veracruz            | México     | 2015 - 2017     |
| Alebrijes de Oaxaca | México     | 2017 - 2018     |
| Veracruz            | México     | 2018            |
| Alebrijes de Oaxaca | México     | 2019            |
| Necaxa              | México     | 2019 - 2020     |
| Atlético San Luis   | México     | 2020 - 2023     |
| Municipal Grecia    | Costa Rica | 2023 - Presente |

## Estadísticas

### Clubes
La siguiente tabla detalla los encuentros disputados y los goles marcados en los clubes en los que ha militado.
| Club                          | Temporada           | Liga     | Liga  | Copas Nacionales * | Copas Nacionales * | Copas Internacionales ** | Copas Internacionales ** | Total    | Total |
| Club                          | Temporada           | Partidos | Goles | Partidos           | Goles              | Partidos                 | Goles                    | Partidos | Goles |
| ----------------------------- | ------------------- | -------- | ----- | ------------------ | ------------------ | ------------------------ | ------------------------ | -------- | ----- |
| Tecamachalco · México         | 2008/09             | 19       | 2     | -                  | -                  | -                        | -                        | 19       | 2     |
| Tecamachalco · México         | 2009/10             | 26       | 1     | -                  | -                  | -                        | -                        | 26       | 1     |
| Tecamachalco · México         | 2010/11             | 20       | 1     | -                  | -                  | -                        | -                        | 20       | 1     |
| Tecamachalco · México         | Total               | 65       | 4     | -                  | -                  | -                        | -                        | 65       | 4     |
| Venados · México              | 2011/12             | 28       | 0     | -                  | -                  | -                        | -                        | 28       | 0     |
| Venados · México              | 2012/13             | 28       | 0     | 11                 | 2                  | -                        | -                        | 39       | 2     |
| Venados · México              | 2013/14             | 27       | 0     | 7                  | 0                  | -                        | -                        | 34       | 0     |
| Venados · México              | 2014                | 11       | 1     | 5                  | 0                  | -                        | -                        | 16       | 1     |
| Venados · México              | Total               | 94       | 1     | 23                 | 2                  | -                        | -                        | 117      | 3     |
| Veracruz · México             | 2015                | 2        | 0     | 6                  | 0                  | -                        | -                        | 8        | 0     |
| Veracruz · México             | 2015/16             | 27       | 2     | 12                 | 1                  | -                        | -                        | 39       | 3     |
| Veracruz · México             | 2016/17             | 11       | 0     | 7                  | 1                  | -                        | -                        | 18       | 1     |
| Veracruz · México             | Total               | 40       | 2     | 25                 | 2                  | -                        | -                        | 65       | 4     |
| Alebrijes de Oaxaca · México  | 2017/18             | 41       | 4     | 5                  | 1                  | -                        | -                        | 46       | 5     |
| Alebrijes de Oaxaca · México  | Total               | 41       | 4     | 5                  | 1                  | -                        | -                        | 46       | 5     |
| Veracruz · México             | 2018/19             | 14       | 0     | 3                  | 0                  | -                        | -                        | 17       | 0     |
| Veracruz · México             | Total               | 14       | 0     | 3                  | 0                  | -                        | -                        | 17       | 0     |
| Alebrijes de Oaxaca · México  | 2018/19             | 15       | 1     | 2                  | 0                  | -                        | -                        | 17       | 1     |
| Alebrijes de Oaxaca · México  | Total               | 15       | 1     | 2                  | 0                  | -                        | -                        | 17       | 1     |
| Necaxa · México               | 2019/20             | 26       | 2     | 1                  | 0                  | -                        | -                        | 27       | 2     |
| Necaxa · México               | Total               | 26       | 2     | 1                  | 0                  | -                        | -                        | 27       | 2     |
| Atlético San Luis · México    | 2020/21             | 12       | 0     | -                  | -                  | -                        | -                        | 12       | 0     |
| Atlético San Luis · México    | Total               | 12       | 0     | -                  | -                  | -                        | -                        | 12       | 0     |
| Municipal Grecia · Costa Rica | 2023 - Act.         | 0        | 0     | -                  | -                  | -                        | -                        | 0        | 0     |
| Municipal Grecia · Costa Rica | Total               | 0        | 0     | -                  | -                  | -                        | -                        | 0        | 0     |
| Total en su carrera           | Total en su carrera | 307      | 14    | 59                 | 5                  | -                        | -                        | 366      | 19    |

## Palmarés

### Campeonatos nacionales
| Título                    | Club                | País   | Año  |
| ------------------------- | ------------------- | ------ | ---- |
| Copa México Clausura 2016 | Veracruz            | México | 2016 |
| Ascenso MX                | Alebrijes de Oaxaca | México | 2017 |